# Jazd tartomány

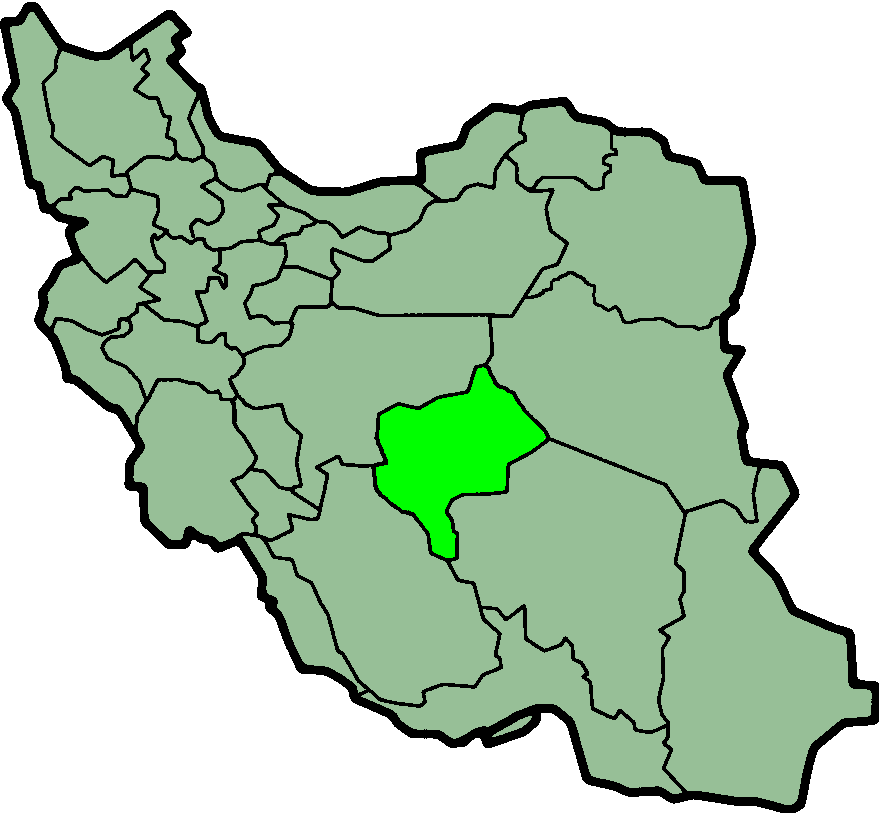
Jazd tartomány elhelyezkedése Iránban

Jazd tartomány (perzsául استان یزد [Ostân-e Yazd]) Irán 31 tartományának egyike az ország középső részén. Északon Szemnán, északkeleten Dél-Horászán, délkeleten Kermán, délnyugaton Fársz, nyugaton pedig Iszfahán tartomány határolja. Székhelye Jazd városa. Területe 129 285 km², lakossága 958 323 fő.

## Népesség
A tartomány népessége az alábbiak szerint alakult:
| Lakosok száma | 990 818 | 1 074 428 | 1 138 533 |
|               | 2006    | 2011      | 2016      |

## Közigazgatási beosztás
Jazd tartomány 2021. decemberi állás szerint 11 megyére (sahrasztán) oszlik. Ezek: Abarkuh, Ardakán, Askezar, Báfg, Behábád, Hátam, Jazd, Marvaszt, Mehriz, Mejbod, Taft.

## Fordítás
- Ez a szócikk részben vagy egészben  a(z)   استان‌های ایران című perzsa Wikipédia-szócikk ezen változatának fordításán alapul.  Az eredeti cikk szerkesztőit annak laptörténete sorolja fel. Ez a jelzés csupán a megfogalmazás eredetét és a szerzői jogokat jelzi, nem szolgál a cikkben szereplő információk forrásmegjelöléseként.